# العلاقات الباربادوسية الجيبوتية
العلاقات الباربادوسية الجيبوتية هي العلاقات الثنائية التي تجمع بين باربادوس وجيبوتي.

## مقارنة بين البلدين
هذه مقارنة عامة ومرجعية للدولتين:
| وجه المقارنة                                              | باربادوس       | جيبوتي                    |
| --------------------------------------------------------- | -------------- | ------------------------- |
| المساحة (كم2)                                             | 439            | 23.20 ألف                 |
| عدد السكان (نسمة)                                         | 285.72 ألف     | 956.99 ألف                |
| الكثافة السكانية (ن./كم²)                                 | 65.08 ألف      | 41.25                     |
| العاصمة                                                   | بريدج تاون     | جيبوتي                    |
| اللغة الرسمية                                             | لغة إنجليزية   | لغة فرنسية، اللغة العربية |
| العملة                                                    | دولار بربادوسي | فرنك جيبوتي               |
| الناتج المحلي الإجمالي (بليون دولار)                      | 4.80 مليار     | 1.84 مليار                |
| الناتج المحلي الإجمالي (تعادل القوة الشرائية) بليون دولار | 4.66 مليار     | 3.10 مليار                |
| الناتج المحلي الإجمالي الاسمي للفرد دولار أمريكي          | 15.43 ألف      | 1.95 ألف                  |
| الناتج المحلي الإجمالي للفرد دولار أمريكي                 | 16.06 ألف      | 3.27 ألف                  |
| مؤشر التنمية البشرية                                      | 0.795          | 0.470                     |
| رمز المكالمات الدولي                                      | +1246          | +253                      |
| رمز الإنترنت                                              | .bb            | .dj                       |
| المنطقة الزمنية                                           | 00             | ت ع م+03:00               |

## منظمات دولية مشتركة
يشترك البلدان في عضوية مجموعة من المنظمات الدولية، منها:
| علم المنظمة | اسم المنظمة                                 | تاريخ انضمام باربادوس | تاريخ انضمام جيبوتي |
| ----------- | ------------------------------------------- | --------------------- | ------------------- |
|             | مؤسسة التنمية الدولية                       | 29 سبتمبر 1999        | 1 أكتوبر 1980       |
|             | يونسكو                                      | 24 أكتوبر 1968        | 31 أغسطس 1989       |
|             | وكالة ضمان الاستثمار متعدد الأطراف          | 12 أبريل 1988         | 12 يناير 2007       |
|             | الأمم المتحدة                               | 9 ديسمبر 1966         | 20 سبتمبر 1977      |
|             | مجموعة دول أفريقيا والكاريبي والمحيط الهادئ | ?                     | ?                   |
|             | الاتحاد البريدي العالمي                     | ?                     | ?                   |
|             | البنك الدولي للإنشاء والتعمير               | 12 سبتمبر 1974        | 1 أكتوبر 1980       |
|             | الاتحاد الدولي للاتصالات                    | 16 أغسطس 1967         | 22 نوفمبر 1977      |
|             | منظمة حظر الأسلحة الكيميائية                | ?                     | ?                   |
|             | مؤسسة التمويل الدولية                       | 25 يونيو 1980         | 1 أكتوبر 1980       |
|             | منظمة التجارة العالمية                      | ?                     | ?                   |
|             | منظمة الشرطة الجنائية الدولية               | ?                     | ?                   |

## وصلات خارجية
- موقع وزارة الخارجية الباربادوسية